# 迪克西 (亞利桑那州)
迪克西（英語：Dixie）是位於美國亞利桑那州馬里科帕縣的一個非建制地區。該地的面積和人口皆未知。

## 地理
迪克西的座標為33°21′34″N 112°45′28″W / 33.35944°N 112.75778°W，而該地的平均海拔高度為275米（即902英尺）。